# Greinbach

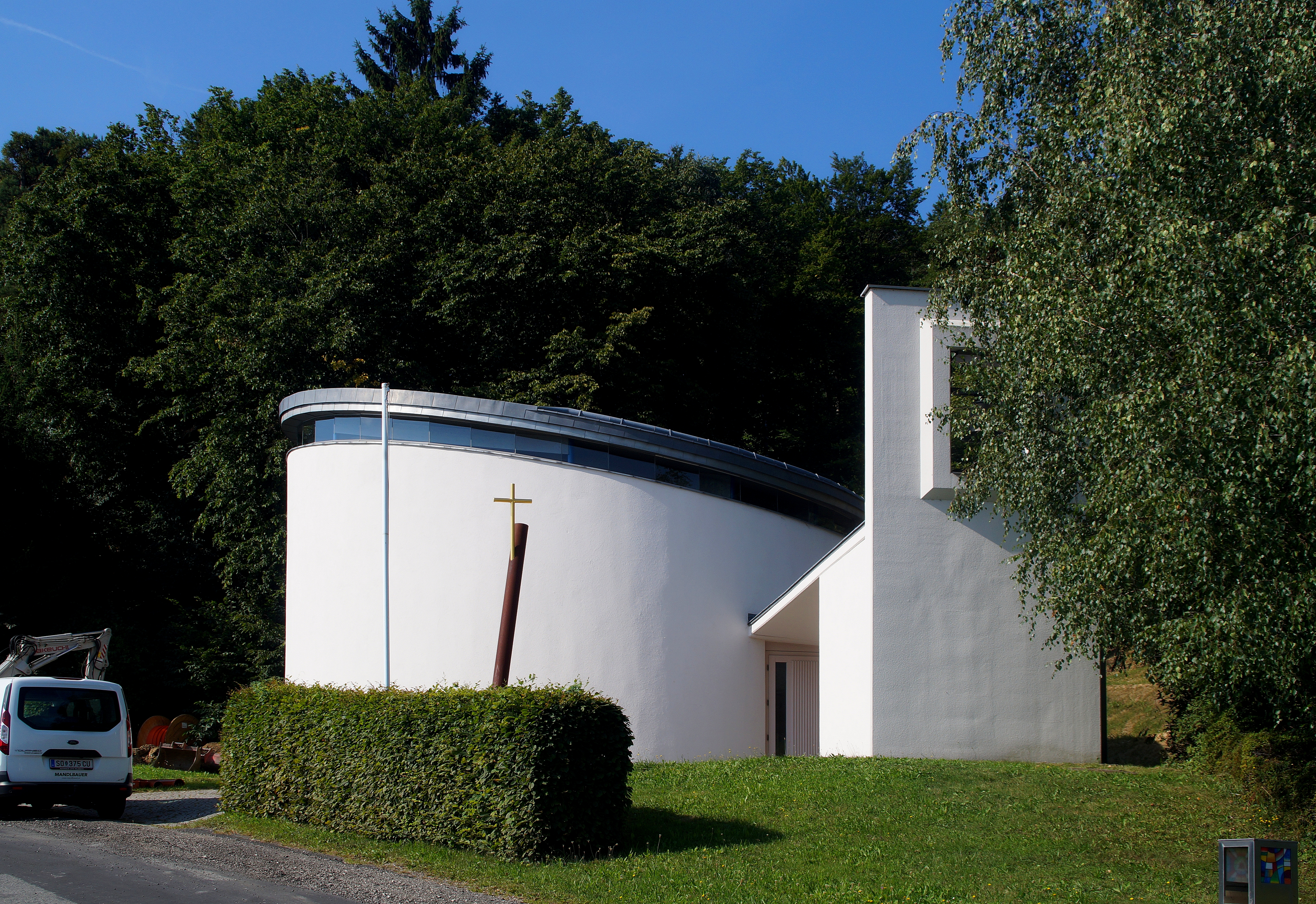
Penzendorf

Greinbach est une commune autrichienne du district de Hartberg en Styrie.